# The Rummage Sale (film 1914)
The Rummage Sale è un cortometraggio muto del 1914 diretto da Edward LeSaint.

## Produzione
Il film fu prodotto dalla Selig Polyscope Company.

## Distribuzione
Distribuito dalla General Film Company, il film - un cortometraggio in una bobina - uscì nelle sale cinematografiche statunitensi il 3 giugno 1914.